# Primera División (1931/1932)
Primera División 1931/1932 był czwartym sezonem w najwyższej klasie rozgrywek piłkarskich w Hiszpanii. Trwał on od 22 listopada 1931 do 3 kwietnia 1932. Rozegrano 18 kolejek. Tytuł mistrza kraju zdobył Real Madryt.

## Tabela

### Legenda
| Legenda do tabeli              |
| Mistrz                         |
| Zdobywca Copa del Rey          |
| Spadkowicz do Segunda División |

### Tabela po zakończeniu sezonu
| Miejsce | Klub                 | Kolejka | Wygranych | Remisów | Przegranych | Gole strzelone | Gole stracone | Różnica | Punkty |
| ------- | -------------------- | ------- | --------- | ------- | ----------- | -------------- | ------------- | ------- | ------ |
| 1       | Real Madryt          | 18      | 10        | 8       | 0           | 37             | 15            | 22      | 28     |
| 2       | Athletic Bilbao      | 18      | 11        | 3       | 4           | 47             | 23            | 24      | 25     |
| 3       | FC Barcelona         | 18      | 10        | 4       | 4           | 40             | 26            | 14      | 24     |
| 4       | Racing Santander     | 18      | 7         | 6       | 5           | 36             | 35            | 1       | 20     |
| 5       | Arenas Club de Getxo | 18      | 7         | 3       | 8           | 35             | 42            | -7      | 17     |
| 6       | RCD Espanyol         | 18      | 7         | 1       | 10          | 34             | 39            | -5      | 15     |
| 7       | Valencia CF          | 18      | 6         | 3       | 9           | 38             | 47            | -9      | 15     |
| 8       | Real Sociedad        | 18      | 7         | 0       | 11          | 38             | 35            | 3       | 14     |
| 9       | Deportivo Alavés     | 18      | 5         | 1       | 12          | 22             | 44            | -22     | 11     |
| 10      | Real Unión Irún      | 18      | 4         | 3       | 11          | 24             | 45            | -21     | 11     |

## Objaśnienia
1. - Real Madryt - mistrz.

### Spadek doSegunda División
10. - Real Unión Irún.

### Awans doPrimera División
- Real Betis.

### ZdobywcaTrofeo Pichichi
- Guillermo Gorostiza - Athletic Bilbao - 12 goli.